# لنواتینیب
لنواتینیب (انگلیسی: Lenvatinib) با نام تجاری لِن‌ویما یک داروی ضد سرطان است که جهت درمانِ برخی از انواع سرطان تیروئید و همچنین چند سرطان دیگر به‌کار می‌رود.
این دارو توسط شرکت ایزای تولید شده و نوعی مهارکننده پروتئین کیناز علیه  VEGFR2 ، VEGFR1 و VEGFR3 است.

## موارد مصرف
از سال ۲۰۱۵ میلادی، لنواتینیب جهت درمان برخی انواع سرطان تیروئید - چه آنهایی که موضعی و عودکننده هستند و چه آنهایی که پیشرونده و متاستاتیک باشند - و برمان‌های رایج با ایزوتوپ‌های ید پاسخ نداده‌اند، به‌کار می‌رود.

در مه ۲۰۱۶ میلادی، سازمان غذا و داروی آمریکا این دارو را، در ترکیب با اورولیمس جهت درمان سرطان کلیه به‌دنبال یک دوره درمان آنتی-آنژیوژنیک (ضد رگ‌سازی) مورد پذیرش قرار داد.

## عوارض جانبی
شایع‌ترین عارضهٔ این دارو، فشار خون بالاست که در ۷۳٪ بیماران مشاهده می‌شود. عوارض شایع دیگر اسهال (۶۷٪)، خستگی (۶۷٪) و همچنین کاهش اشتها، فشار خون پایین، ترومبوسیتوپنی، تهوع و دردهای عضلانی-استخوانی است.

## تداخل دارویی
از آنجایی که این دارو به میزان متوسط زمان QT را در چرخهٔ الکتریکی قلب افزایش می‌دهد، مصرف همزمانِ آن با داروهایی که چنین عوارضی دارند، ممکن است خطر بروز آریتمی‌های قلبی نظیر سندرم تورساد دوپونت افزایش می‌یابد. انتظار نمی‌رود که لنواتینیب با بازدارنده‌های آنزیمی و القاکننده‌های آنزیمی تداخل دارویی مشخصی داشته باشد.

## داروشناسی

### مکانیسم اثر
این دارو یک مهارکننده پروتئین کیناز است و به‌طور همزمان سه گیرندهٔ اصلی VEGF یعنی VEGFR1،  VEGFR2  و VEGFR3 و همچنین گیرندهٔ فاکتور رشد فیبروبلاست (FGFR) نوع ۱، ۲، ۳، ۴، گیرنده فاکتور رشد مشتق از پلاکت نوع آلفا (PDGFR), CD117 و پروتو-آنکوژن RET را مهار می‌کند. برخی از این گیرنده‌ها و مولکول‌های پروتئینی نقش مؤثری در مسیرهای سیگنالینگ سلولی در ایجاد سرطان ایفا می‌کنند. به‌نظر می‌رسد مهار گیرندهٔ VEGFR2 یکی از دلایل اصلی بروز عارضهٔ جانبی اصلی این دارو (فشار خون بالا) باشد.

### فارماکوکینتیک
لنواتینیب خیلی سریع از روده جذب شده و ظرف ۱ تا ۴ ساعت (۳ تا ۷ ساعت در صورتی که به‌طور همزمان با غذا مصرف شود) به بالاترین سطح پلاسمایی خود می‌رسد. فراهمی زیستی لنواتینیب در حدود ۸۵٪ است. این دارو تقریباً به‌طور کامل (۹۸–۹۹٪) به پروتئین‌های پلاسما و از همه مهمتر آلبومین متصل می‌شود.
لنواتینیب در کبد توسط آنزیم «CYP3A4» تجزیه می‌شود. نیمه‌عمر این دارو ۲۸ ساعت است و دو سوم آن توسط مدفوع و یک چهارم آن توسط ادرار دفع می‌شود.